# Desborough
Desborough is een civil parish in het bestuurlijke gebied Kettering, in het Engelse graafschap Northamptonshire met 10.697 inwoners.